# Triệu phú

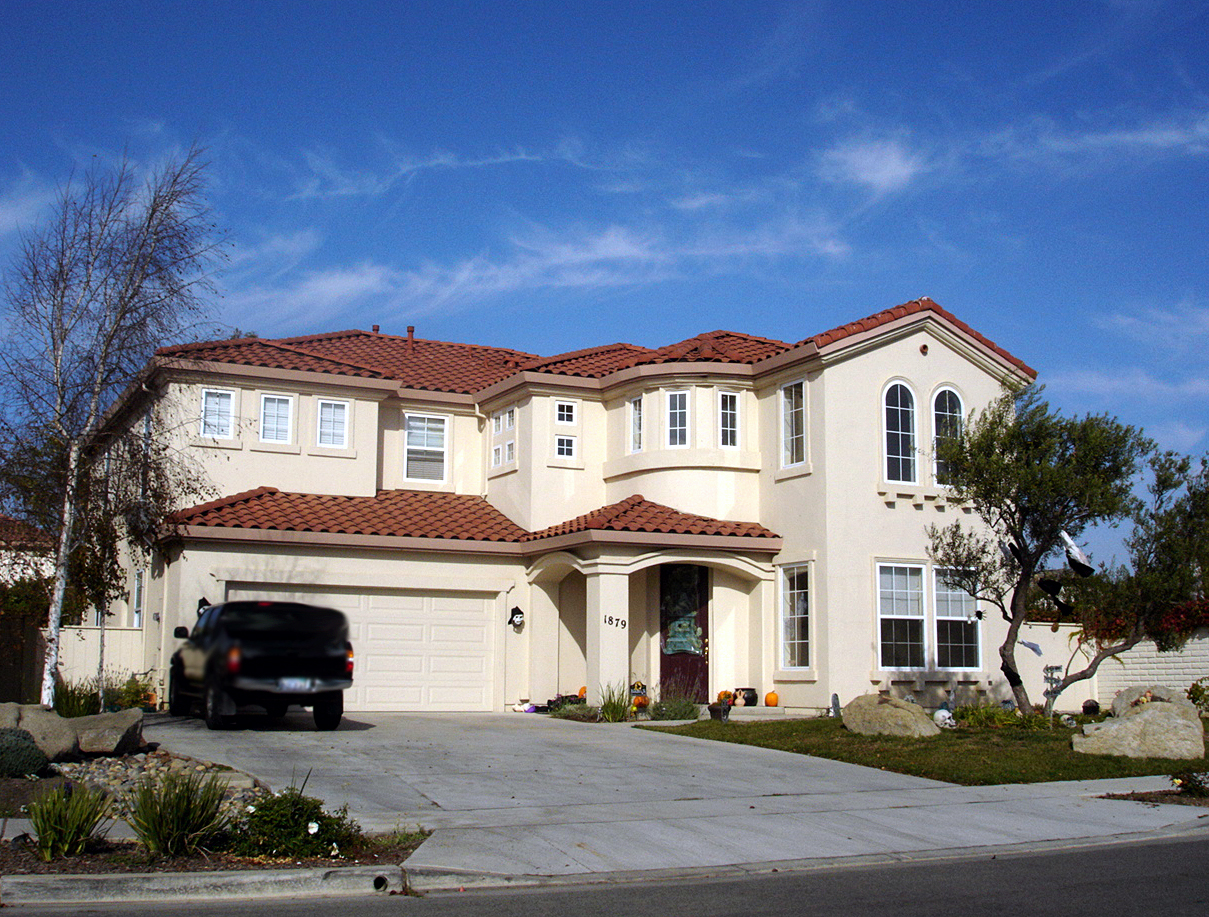
Một ngôi nhà ngoại ô lớn trị giá khoảng 1.000.000 đô la (năm 2006) ở Salinas, California, được hiển thị cho quy mô sức mua

Một triệu phú là một cá nhân có giá trị hoặc giàu có bằng hoặc vượt quá một triệu đơn vị của tệ. Nó cũng có thể là một người sở hữu một triệu đơn vị của đồng tiền trong tài khoản ngân hàng, hoặc tài khoản tiết kiệm. Tùy thuộc vào tệ nhất của thuê được kết hợp với một triệu phú, mà làm cho số tiền đó của sự giàu có một mục tiêu cho một số và gần như không thể đạt được cho những người khác. Trong nước sử dụng các mô ngắn, số hệ thống đặt tên, một tỷ phú là một ai đó có ít nhất một nghìn lần một triệu đô-la, euro hoặc tệ nhất định đất nước.
Nhiều loại tiền tệ quốc gia, hoặc đã có tại nhiều thời điểm, giá trị đơn vị thấp, trong nhiều trường hợp do lạm phát trong quá khứ. Rõ ràng là dễ dàng hơn và ít quan trọng hơn để trở thành triệu phú trong các loại tiền tệ đó, do đó, một triệu phú (bằng nội tệ) ở Hồng Kông hoặc Đài Loan, chẳng hạn, có thể chỉ đơn thuần là giàu có trung bình, hoặc có thể ít giàu hơn mức trung bình. Một triệu phú ở Zimbabwe năm 2007 có thể cực kỳ nghèo.
Vào cuối năm 2018, ước tính có hơn 14 triệu triệu phú hay cá nhân có giá trị ròng cao (HNWI) trên thế giới. Hoa Kỳ có số lượng HNWI cao nhất (4.900.000) của bất kỳ quốc gia nào, trong khi Thành phố New York có nhiều HNWI nhất (377.000) trong số các thành phố.

## Thuật ngữ
Từ này lần đầu tiên được sử dụng (như triệu phú, gấp đôi "n") trong tiếng Pháp vào năm 1719 và lần đầu tiên được ghi bằng tiếng Anh (triệu phú, như một thuật ngữ tiếng Pháp) trong một lá thư của Lord Byron năm 1816, sau đó được in trong Vivian Gray, một cuốn tiểu thuyết năm 1826 bởi Benjamin Disraeli. Một từ tiếng Anh "triệu phú" trước đây đã được Thomas Jefferson sử dụng vào năm 1786 khi đang làm Bộ trưởng tại Pháp; ông viết: "Người lao động nghèo nhất đã đứng ngang hàng với Triệu phú giàu có nhất". Việc sử dụng từ in đầu tiên của người Mỹ được cho là trong một cáo phó của nhà sản xuất thuốc lá New York Pierre Lorillard II vào năm 1843.
Một triệu phú là một cá nhân có giá trị hoặc giàu có bằng hoặc vượt quá một triệu đơn vị của tệ. Nó cũng có thể là một người sở hữu một triệu đơn vị của đồng tiền trong tài khoản ngân hàng, hoặc tài khoản tiết kiệm. Tùy thuộc vào tệ nhất của thuê được kết hợp với một triệu phú, mà làm cho số tiền đó của sự giàu có một mục tiêu cho một số và gần như không thể đạt được cho những người khác. Trong nước sử dụng các mô ngắn, số hệ thống đặt tên, một tỷ phú là một ai đó có ít nhất một nghìn lần một triệu đô-la, euro hoặc tệ nhất định đất nước.

## Giá trị ròng so với tài sản tài chính
Có nhiều cách tiếp cận để xác định tình trạng của một người là triệu phú. Một trong hai phép đo được sử dụng phổ biến nhất là giá trị ròng, tính tổng giá trị của tất cả tài sản thuộc sở hữu của một hộ gia đình trừ đi các khoản nợ của hộ gia đình. Theo định nghĩa này, một hộ gia đình sở hữu một ngôi nhà trị giá $ 800k, đồ đạc $ 50k, hai chiếc xe trị giá $ 60k, tài khoản tiết kiệm hưu trí $ 60k, quỹ tương hỗ $ 45k và nhà nghỉ trị giá $ 325k với khoản thế chấp $ 250k, $ 40 k cho vay mua ô tô và 25 đô la nợ thẻ tín dụng sẽ trị giá khoảng 1.025.000 đô la; và mỗi cá nhân trong gia đình này sẽ trở thành triệu phú. Tuy nhiên, theo phép đo tài sản tài chính ròng được sử dụng cho một số ứng dụng cụ thể (như đánh giá mức độ chấp nhận dự kiến của nhà đầu tư đối với rủi ro đối với đạo đức của người môi giới chứng khoán), vốn chủ sở hữu trong nơi cư trú chính của một người bị loại trừ, như xe hơi và đồ nội thất. Do đó, hộ gia đình ví dụ trên sẽ chỉ có tài sản tài chính ròng là 105.000 đô la. Một thuật ngữ khác được sử dụng là "tài sản có thể đầu tư ròng" hoặc vốn lưu động. Những học viên này có thể sử dụng thuật ngữ "triệu phú" để chỉ người nào đó có thể tự do đầu tư một triệu đơn vị tiền tệ thông qua họ với tư cách là nhà môi giới. Vì những lý do tương tự, những người tiếp thị hàng hóa, dịch vụ và đầu tư cho HNWIs cẩn thận chỉ định giá trị ròng "không tính cư trú chính". Vào cuối năm 2011, có khoảng 5,1 triệu HNWI tại Hoa Kỳ, trong khi cùng lúc đó có 11 triệu triệu phú  trong tổng số 3,5 triệu hộ gia đình triệu phú, bao gồm 5,1 triệu HNWI.
Trong bong bóng bất động sản đến năm 2007, giá nhà trung bình ở một số khu vực của Hoa Kỳ đã vượt quá 1 triệu đô la, nhưng nhiều chủ nhà đã nợ một số tiền lớn để các ngân hàng giữ thế chấp nhà của họ. Vì lý do này, có rất nhiều người trong những ngôi nhà triệu đô có giá trị ròng thấp hơn một triệu triệu trong một số trường hợp giá trị ròng thực sự là âm.

## Ảnh hưởng
Trong khi các triệu phú chỉ chiếm một tỷ lệ nhỏ trong dân số, họ nắm quyền kiểm soát đáng kể các nguồn lực kinh tế, với những cá nhân mạnh mẽ và nổi bật nhất thường xếp hạng trong số họ. Tổng số tiền mà các triệu phú nắm giữ có thể bằng số tiền mà một số người nghèo nắm giữ cao hơn nhiều. Hệ số Gini và các biện pháp khác trong kinh tế, ước tính cho mỗi quốc gia, rất hữu ích để xác định có bao nhiêu người nghèo nhất có tổng tài sản tương đương của một số ít người giàu nhất nước. Tạp chí Forbes và Fortune duy trì danh sách những người dựa trên giá trị ròng của họ và thường được coi là chính quyền về vấn đề này. Forbes đã niêm yết 1.645 tỷ phú đô la trong năm 2014, với tổng tài sản ròng là 6,4 nghìn tỷ đô la, tăng từ 5,4 nghìn tỷ đô la vào năm trước. (xem tỷ phú đô la Mỹ trên thế giới).
Mười sáu phần trăm triệu phú được thừa hưởng tài sản của họ. Bốn mươi bảy phần trăm triệu phú là chủ doanh nghiệp. Hai mươi ba phần trăm triệu phú trên thế giới có được điều đó thông qua công việc được trả lương, bao gồm chủ yếu là các chuyên gia hoặc nhà quản lý lành nghề. Các triệu phú, trung bình, 61 tuổi với tài sản 3,05 triệu đô la.

## Giá trị lịch sử
Tùy thuộc vào cách tính toán, một triệu đô la Mỹ vào năm 1900 tương đương với 35,2 triệu đô la  (2022). 
- 21,2 triệu đô la sử dụng bộ giảm phát GDP,
- 24,8 triệu đô la sử dụng chỉ số giá tiêu dùng,
- 61,4 triệu đô la sử dụng giá vàng [15]
- 114,1 triệu đô la sử dụng tiền lương không có kỹ năng,
- $ 162,8 triệu sử dụng GDP danh nghĩa bình quân đầu người,
- 642 triệu đô la sử dụng tỷ lệ tương đối của GDP,

Do đó, người ta cần phải có gần ba mươi triệu đô la ngày hôm nay để có sức mua của một triệu phú Mỹ vào năm 1900, hoặc hơn 100 triệu đô la để có tác động tương tự đối với nền kinh tế Mỹ.

## Triệu phú
Một thuật ngữ thường được sử dụng là triệu phú thường dùng để chỉ những cá nhân có tài sản ròng từ 10 triệu đồng trở lên. Có khoảng 584.000 triệu phú trên toàn thế giới trong năm 2017 . Khoảng 1,5% số triệu phú Mỹ cũng có thể được xác định chính xác là những cá nhân có giá trị ròng cực cao (siêu HNWIs), những người có giá trị ròng hoặc tài sản từ 30 triệu USD trở lên. Có khoảng 226.000 đô la HNWI cực lớn trên thế giới vào năm 2017, theo Wealth-X.
Tỷ lệ gia tăng của những người sở hữu khối lượng tài sản ngày càng tăng đã làm tăng thêm các điều khoản để phân biệt các triệu phú. Các cá nhân có tài sản ròng từ 100 triệu đồng trở lên đã được gọi là triệu phú. Thuật ngữ triệu phú đã trở thành đồng nghĩa với triệu phú ở Mỹ, mặc dù tiền tố có nghĩa là một phần trăm của toàn bộ, chứ không phải 100, trong hệ thống số liệu. Các nhánh của thuật ngữ này bao gồm các tỷ phú bị dồn nén, đề cập đến những người đang ở giữa chừng để trở thành tỷ phú. Trong các cuộc thảo luận về bất bình đẳng giàu có ở Hoa Kỳ, các triệu phú được cho là ở mức 0,01% giàu nhất, thúc đẩy kêu gọi phân phối lại của cải.

## Dân số HNWI

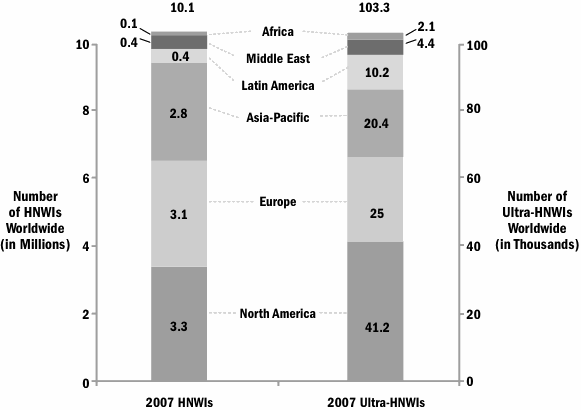
Số triệu phú và siêu triệu phú (hơn 30 triệu đô la)

Cá nhân có giá trị ròng cao. 
| Phân phối của cải HNWI (theo vùng) | Phân phối của cải HNWI (theo vùng) | Phân phối của cải HNWI (theo vùng) |
| Khu vực                            | Dân số HNWI                        | Sự giàu có của HNWI                |
| ---------------------------------- | ---------------------------------- | ---------------------------------- |
| Toàn cầu                           | 12 triệu                           | 46,2 nghìn tỷ đô la                |
| Bắc Mỹ                             | 3,73 triệu                         | 12,7 nghìn tỷ đô la                |
| Châu á Thái Bình Dương             | 3,68 triệu                         | 12,0 nghìn tỷ đô la                |
| Châu Âu                            | 3,41 triệu                         | 10,9 nghìn tỷ đô la                |
| Mỹ La-tinh                         | 0,52 triệu                         | 7,5 nghìn tỷ đô la                 |
| Trung đông                         | 0,49 triệu                         | 1,8 nghìn tỷ đô la                 |
| Châu phi                           | 0,14 triệu                         | 1,3 nghìn tỷ đô la                 |

## Các thành phố  có triệu phú siêu giàu nhất tính theo đầu người (cao hơn 30 triệu USD)
Theo nhóm nghiên cứu về sự giàu có Wealth-X đã công bố báo cáo Thành phố UHNW mới nhất của mình, cho thấy dấu chân dân cư của các thành phố riêng lẻ có giá trị ròng cực cao (UHNW) hàng đầu thế giới.
Không bao gồm Monaco - nơi có mật độ UHNWI rất cao - Geneva có mật độ người siêu giàu trên đầu người cao nhất thế giới. Thành phố được biết đến là khu vực đô thị nhỏ gọn nhất, và cũng có sự tập trung của sự sung túc. Singapore có sự tập trung cao thứ hai, tiếp theo là San Jose, trung tâm Thung lũng Silicon và thành phố lớn nhất ở Bắc California. Trong khi Thành phố New York dẫn đầu về tổng thể dấu chân của UHNW, thì London có số lượng "người nội trợ thứ hai" tương tự của UHNW mặc dù dân số nhỏ hơn đáng kể. Paris, có lẽ đáng ngạc nhiên, có tính năng là thành phố cao nhất châu Âu sau London, Wealth-X nói. Trong số các vùng ngoại ô và các thị trấn nhỏ hơn, Hillsly Hills có số lượng cư dân UHNW cao nhất và Aspen có mức độ tập trung cao nhất trên cơ sở bình quân đầu người, báo cáo cho thấy. Các cá nhân có giá trị ròng cực cao được Wealth-X định nghĩa là những người có tổng giá trị ròng cao hơn 30 triệu đô la (R400 triệu đồng). Hình dưới đây minh họa các Thành phố có mật độ triệu phú cao nhất trên toàn thế giới (cao hơn 1 triệu đô la).

## Số triệu phú mỗi quốc gia theo Credit Suisse
"Sự giàu có toàn cầu năm 2018" của Credit Suisse đã đo lường số lượng triệu phú trưởng thành trên thế giới. Theo báo cáo, Mỹ có 17,3 triệu người là triệu phú, xếp hạng cao nhất thế giới.
| Thứ hạng | Quốc gia       | Số lượng triệu phú | % tổng số thế giới |
| 1        | Hoa Kỳ         | 17.350.000         | 41%                |
| 2        | Trung Quốc     | 3.480.000          | 8%                 |
| 3        | Nhật Bản       | 2.809.000          | 7%                 |
| 4        | Vương quốc Anh | 2.433.000          | 6%                 |
| 5        | Đức            | 2.183.000          | 5%                 |
| 6        | Pháp           | 2.147.000          | 5%                 |
| 7        | Italia         | 1.362.000          | 3%                 |
| 8        | Canada         | 1.289.000          | 3%                 |
| 9        | Australia      | 1.288.000          | 3%                 |
| 10       | Tây Ban Nha    | 852.000            | 2%                 |
| 11       | Hàn Quốc       | 754.000            | 2%                 |
| 12       | Thụy Sĩ        | 725.000            | 2%                 |
| 13       | Đài Loan       | 521.000            | 1%                 |
| 14       | Hà Lan         | 477.000            | 1%                 |
| 15       | Bỉ             | 424.000            | 1%                 |

## Số triệu phú mỗi quốc gia theo nhiều nguồn khác nhau
| Thứ hạng | Quốc gia                             | Số triệu phú | Nguồn  |
| -------- | ------------------------------------ | ------------ | ------ |
|          | Ấn Độ                                | 343.000      | [ 25 ] |
|          | Các Tiểu vương quốc Ả Rập Thống nhất | 55.700       | [ 26 ] |
|          | Phần Lan                             | 50.000       |        |
|          | Bangladesh                           | 45.000       | [ 27 ] |
|          | Nam Phi                              | 43.600       | [ 28 ] |
|          | Pakistan                             | 19.200       | [ 29 ] |
|          | Ai Cập                               | 18.000       | [ 30 ] |
|          | Nigeria                              | 15.400       | [ 31 ] |
|          | Bangladesh                           | 10.600       | [ 32 ] |

## Số hộ gia đình triệu phú mỗi quốc gia của Tập đoàn tư vấn Boston
| Thứ hạng | Quốc gia       | Số lượng triệu phú đô-la Mỹ </br> hộ gia đình |
| -------- | -------------- | --------------------------------------------- |
| 1        | Hoa Kỳ         | 7.085.000                                     |
| 2        | Trung Quốc     | 2.124.000                                     |
| 3        | Nhật Bản       | 1.244.000                                     |
| 4        | Vương quốc Anh | 821.000                                       |
| 5        | Canada         | 485.000                                       |
| 6        | Đức            | 473.000                                       |
| 7        | Thụy Sĩ        | 466.000                                       |
| 8        | Pháp           | 439.000                                       |
| 9        | Đài Loan       | 370.000                                       |
| 10       | Italia         | 307.000                                       |
| 11       | Australia      | 263.000                                       |
| 12       | Bỉ             | 240.000                                       |
| 13       | Ả Rập Xê Út    | 236.000                                       |
| 14       | Hồng Kông      | 228.000                                       |
| 15       | Hà Lan         | 206.000                                       |

### Số triệu phú mỗi thành phố
Sau đây là danh sách các thành phố có nhiều triệu phú nhất:
| Thứ hạng | Thành phố                          | Số lượng triệu phú đô-la Mỹ (năm 2018) |
| -------- | ---------------------------------- | -------------------------------------- |
| 1        | Bản mẫu:Country data London        | 357.200                                |
| 2        | Bản mẫu:Country data New York City | 339.200                                |
| 3        | Tokyo                              | 279.800                                |
| 4        | Hồng Kông                          | 250.700                                |
| 5        | Singapore                          | 239.000                                |
| 6        | San Francisco                      | 220.000                                |
| 7        | Los Angeles                        | 199.300                                |
| số 8     | Chicago                            | 150.200                                |
| 9        | Bắc Kinh                           | 149.000                                |
| 10       | Thượng Hải                         | 145.800                                |
| 11       | Bản mẫu:Country data Frankfurt     | 128.300                                |
| 12       | Osaka                              | 117.700                                |
| 13       | Paris                              | 110.900                                |
| 14       | Bản mẫu:Country data Toronto       | 109.300                                |
| 15       | Bản mẫu:Country data Zurich        | 109.200                                |
| 16       | Seoul                              | 108.100                                |
| 17       | Geneva                             | 104.300                                |
| 18       | Mexico City                        | 86.700                                 |
| 19       | Bản mẫu:Country data Munich        | 78.900                                 |
| 20       | Mumbai                             | 48.100                                 |
| 21       | Istanbul                           | 27.300                                 |
| 22       | Bản mẫu:Country data Johannesburg  | 18.200                                 |
| 23       | Bản mẫu:Country data Cairo         | 8,900                                  |
| 24       | Cape Town                          | 8.200                                  |
| 25       | Bản mẫu:Country data Lagos         | 6.800                                  |
| 26       | Bản mẫu:Country data Nairobi       | 6.800                                  |
| 27       | Casablanca                         | 2.300                                  |
| 28       | Bản mẫu:Country data Alexandria    | 1.800                                  |

Các thành phố châu Âu có mật độ triệu phú cao nhất 
| Cấp  | Thành phố                                      | Số lượng </br> Triệu phú đô la Mỹ </br> (2018) |
| ---- | ---------------------------------------------- | ---------------------------------------------- |
| 1    | liên_kết=\|viền Monaco                         | 31,1%                                          |
| 2    | liên_kết=\|viền Bản mẫu:Country data Zurich    | 24,3%                                          |
| 3    | liên_kết=\|viền Geneva                         | 17,7%                                          |
| 4    | liên_kết=\|viền Bản mẫu:Country data London    | 3,4%                                           |
| 5    | Oslo                                           | 2,9%                                           |
| 6    | liên_kết=\|viền Bản mẫu:Country data Frankfurt | 2,7%                                           |
| 7    | liên_kết=\|viền Bản mẫu:Country data Amsterdam | 2,7%                                           |
| số 8 | Florence                                       | 2,5%                                           |
| 9    | La Mã                                          | 2,4%                                           |
| 10   | Dublin                                         | 2,3%                                           |

## Hoa Kỳ
Có sự chênh lệch lớn trong các ước tính về số lượng triệu phú cư trú tại Hoa Kỳ. Một báo cáo hàng quý được chuẩn bị bởi Đơn vị Tình báo Kinh tế thay mặt cho Barclays Wealth năm 2007 ước tính rằng có 16,6 triệu triệu phú ở Hoa Kỳ. Vào cuối năm 2011, có khoảng 5,1 triệu HNWI ở Mỹ, trong khi đó, có 11 triệu triệu phú  trong tổng số 3,5 triệu hộ gia đình triệu phú, bao gồm 5,1 triệu HNWI.
Theo TNS Financial Services, theo báo cáo của CNN Money, chỉ riêng 2 triệu hộ gia đình ở Mỹ đã có giá trị ròng ít nhất 1 triệu đô la, không bao gồm nhà ở chính trong năm 2005. Theo TNS, vào giữa năm 2006, số hộ gia đình triệu phú ở Mỹ là 9,3 triệu, với mức tăng nửa triệu kể từ năm 2005. Nghiên cứu cho thấy một nửa số hộ gia đình triệu phú ở Mỹ do người về hưu đứng đầu. Năm 2004, Hoa Kỳ đã chứng kiến "mức tăng 33% so với 6,2 triệu hộ gia đình đáp ứng tiêu chí đó [ sic ] năm 2003", được thúc đẩy chủ yếu bởi sự bùng nổ bất động sản của đất nước.
Một báo cáo của Capgemini cho Merrill Lynch, mặt khác tuyên bố rằng trong năm 2007, có khoảng 3.028.000 hộ gia đình ở Hoa Kỳ nắm giữ ít nhất 1 triệu đô la tài sản tài chính, không bao gồm đồ sưu tập, hàng tiêu dùng, đồ dùng tiêu dùng và nhà ở chính.
Theo TNS Financial Services, Hạt Los Angeles, California có số lượng triệu phú cao nhất, với tổng số hơn 262.800 hộ gia đình vào giữa năm 2006.
| 10 quận hàng đầu của HNWIs (hơn 1 triệu đô la, năm 2009) | 10 quận hàng đầu của HNWIs (hơn 1 triệu đô la, năm 2009) | 10 quận hàng đầu của HNWIs (hơn 1 triệu đô la, năm 2009) |
| Quận                                                     | Tiểu bang                                                | Số lượng nhà triệu phú                                   |
| -------------------------------------------------------- | -------------------------------------------------------- | -------------------------------------------------------- |
| Quận Los Angeles                                         | California                                               | 268.138                                                  |
| Quận Cook                                                | Illinois                                                 | 171.118                                                  |
| Quận Cam                                                 | California                                               | 116.157                                                  |
| Hạt Maricopa                                             | Arizona                                                  | 113,414                                                  |
| Hạt San Diego                                            | California                                               | 102.138                                                  |
| Quận Harris                                              | Texas                                                    | 99.504                                                   |
| Hạt Nassau                                               | Newyork                                                  | 79,704                                                   |
| Hạt Santa Clara                                          | California                                               | 74.824                                                   |
| Hạt Palm Beach                                           | Florida                                                  | 71.221                                                   |
| Quận King                                                | Washington                                               | 68.390                                                   |

## Việt Nam
Theo một báo cáo của Knight Frank,  vào năm 2021, Việt Nam có 19.500 triệu phú USD, và 390 người có tài sản từ 30 triệu USD trở lên .